# Saint-Laurent (Côtes-d'Armor)
 Saint-Laurent  (en bretón Sant-Laorañs) es una población y comuna francesa, situada en la región de Bretaña, departamento de Côtes-d'Armor, en el distrito de Guingamp y cantón de Bégard.

## Demografía
| 393 | 333 | 330 | 361 | 437 | 418 |
| Para los censos de 1962 a 1999 la población legal corresponde a la población sin duplicidades (Fuente: INSEE [Consultar]) |     |     |     |     |     |